# Elmina (Lidzbark Warmiński)
Elmina (deutsch Elmswalde) war ein Ort in der polnischen Woiwodschaft Ermland-Masuren. Seine Ortsstelle gehört zum Gebiet der Landgemeinde Lidzbark Warmiński (Heilsberg) im Powiat Lidzbarski (Kreis Heilsberg).

## Geographische Lage
Die Ortsstelle Elminas liegt südwestlich der Elm (polnisch Elma) im nördlichen Westen der Woiwodschaft Ermland-Masuren, sechs Kilometer nördlich der Kreisstadt Lidzbark Warmiński (Heilsberg).

## Geschichte
Der seinerzeit Abbau von Beuningen genannte Ort wurde ab dem 24. Juni 1859 Elmswalde genannt. Um 1850 wurde er als ein Hof in mittlerer Größe gegründet. Bis 1945 war Elmswalde ein Wohnplatz in der Landgemeinde Jegothen (polnisch Jagoty) im ostpreußischen Kreis Heilsberg. Es zählte im Jahre 1910 35 Einwohner.
Mit der 1945 erfolgten Abtretung des gesamten südlichen Ostpreußen an Polen erhielt Elmswalde die polnische Namensform „Elimna“. Aber nur noch kurzzeitig fand der Ort offizielle Erwähnung. Vielleicht ist er in der Ortschaft Jagoty aufgegangen, jedenfalls gilt er heute als untergegangen. Seine Ortsstelle liegt innerhalb der Gmina Lidzbark Warmiński im Powiat Lidzbarski der Woiwodschaft Ermland-Masuren.

## Religion
Bis 1945 war Elmswalde kirchlich nach Heilsberg hin orientiert: zur dortigen römisch-katholischen Pfarrei im damaligen Bistum Ermland, und zur evangelischen Kirche der Stadt innerhalb der Kirchenprovinz Ostpreußen der Kirche der Altpreußischen Union.

## Verkehr
Die Ortsstelle Elmswaldes ist heute nicht mehr erkennbar. Sie liegt südlich von Jagoty (Jegothen) und war von dort über einen – heute ebenfalls nicht auffindbaren – Landweg zu erreichen. Bis 1945 war Neuendorf-Nerfken (polnisch Nowa Wieś Wielka-Nerwiki) die nächste Bahnstation. Sie lag an der jetzt nicht mehr existierenden Bahnstrecke (Niedersee–) Rothfließ–Zinten (–Königsberg).